# Antonio Neri

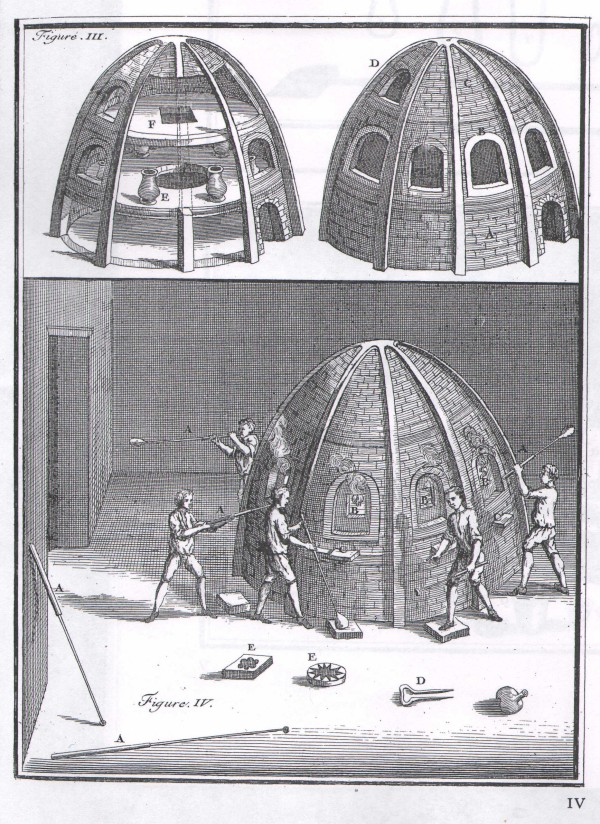
Kopergravure uit Neri's L'arte vetraria (1612)

Antonio Neri (Florence, 29 februari 1576 – aldaar of Pisa, 1614) was een Florentijns priester en alchemist die in 1612 L'arte vetraria of 'De kunst van het glas' publiceerde. 
Neri's vader was een arts, en zelf was hij een kruidkundige, alchemist en glasfabrikant. Neri werd in 1601 tot priester gewijd en leefde te Florence in het huis van Alamanno Bartolini. Op zijn reizen doorheen Italië en de Nederlanden verzamelde hij informatie over de vervaardiging van glas voor verschillende doeleinden. Van 1604 tot 1611 woonde hij in Antwerpen bij de Portugese bankier Emmanuel Ximenes (1564–1632).
Neri's L’ arte vetraria distineta in libri sette  (1612) beschreef gedetailleerd de toen bekende methoden van glasvervaardiging en bleef lange tijd het meest toonaangevende werk over dit onderwerp. Het oorspronkelijke boek verscheen in drie edities: Florence, 1612, Florence, 1661, en Milaan, 1817. Een Engelse vertaling met de titel The Art of making Glass was van de hand van C. Merritt en verscheen in 1662.

## Bron
- Antonio Neri, lemma in Catholic Encyclopedia, 1913

- Biblioteca Nacional de España: XX1700570
- Bibliothèque nationale de France: cb125546379 (data)
- CiNii: DA17080423
- Digitale Bibliotheek voor de Nederlandse Letteren: nevi004
- Gemeinsame Normdatei: 123725178
- International Standard Name Identifier: 0000 0000 7978 1225
- Library of Congress Control Number: n78098228
- Bibliotheek van het Japanse parlement: 01112238
- Nationale Bibliotheek van Tsjechië: ola2006357351
- Nationale Bibliotheek van Israël: 987007280179605171
- Nederlandse Thesaurus van Auteursnamen: 071369805
- Istituto Centrale per il Catalogo Unico: VEAV032912
- Système universitaire de documentation: 03483589X
- Virtual International Authority File: 76430618
- WorldCat: E39PBJgt6wTd9qv3ktjVdGdfbd